# Episodi di Flikken (settima stagione)
La settima stagione della serie televisiva Flikken è stata trasmessa in anteprima in Belgio dalla één tra il 20 novembre 2005 e il 12 febbraio 2006.
| nº | Titolo originale    | Titolo italiano | Prima TV Belgio  | Prima TV Italia |
| -- | ------------------- | --------------- | ---------------- | --------------- |
| 1  | Johan               | inedito         | 20 novembre 2005 | inedito         |
| 2  | Martin Dunn blues   | inedito         | 27 novembre 2005 | inedito         |
| 3  | Ademloos            | inedito         | 4 dicembre 2005  | inedito         |
| 4  | Nog een keer winnen | inedito         | 11 dicembre 2005 | inedito         |
| 5  | Stop                | inedito         | 18 dicembre 2005 | inedito         |
| 6  | Groen               | inedito         | 25 dicembre 2005 | inedito         |
| 7  | Big Brother         | inedito         | 1º gennaio 2006  | inedito         |
| 8  | Hart van steen      | inedito         | 8 gennaio 2006   | inedito         |
| 9  | Moederskind         | inedito         | 15 gennaio 2006  | inedito         |
| 10 | Game, Set and Match | inedito         | 22 gennaio 2006  | inedito         |
| 11 | Zwart               | inedito         | 29 gennaio 2006  | inedito         |
| 12 | Tommy               | inedito         | 5 febbraio 2006  | inedito         |
| 13 | Lola                | inedito         | 12 febbraio 2006 | inedito         |